# Walentina Iljinych
Walentina Iwanowna Iljinych, po mężu Żukowa (ros. Валентина Ивановна Ильиных (Жукова), ur. 12 grudnia 1956 w Swierdłowsku) – rosyjska lekkoatletka, biegaczka średnio– i długodystansowa, halowa wicemistrzyni Europy z 1981. W czasie swojej kariery startowała w barwach Związku Radzieckiego.
Zajęła 4. miejsce w finale biegu na 1500 metrów na mistrzostwach Europy w 1978 w Pradze. Zdobyła brązowy medal na tym dystansie na uniwersjadzie w 1979 w Meksyku.
Zdobyła srebrny medal w biegu na 1500 metrów na halowych mistrzostwach Europy w 1981 w Grenoble, przegrywając jedynie z Agnese Possamai z Włoch, a wyprzedzając swą koleżankę z reprezentacji ZSRR  Lubow Smołkę. Wywalczyła srebrny medal w biegu na 3000 metrów na uniwersjadzie w 1981 w Bukareszcie.
Iljinych była mistrzynią Związku Radzieckiego w biegu przełajowym na dystansie 3 kilometrów w 1978, wicemistrzynią w biegu na 1500 metrów w 1979 i w biegu na 3000 metrów w 1980 oraz brązową medalistką w biegu na 1500 metrów w 1977, a także brązową medalistką w biegu na 1500 metrów w hali w 1981.
Rekordy życiowe Iljinych:
- bieg na 800 metrów – 1:59,5 (19 sierpnia 1979, Podolsk)
- bieg na 1000 metrów – 2:34,1 (5 sierpnia 1979, Podolsk)
- bieg na 1500 metrów – 4:00,18 (3 września 1978, Praga)
- bieg na 3000 metrów – 8:35,6 (12 sierpnia 1978, Podolsk)

Pracuje jako docent w katedrze kultury fizycznej na Uralskim Uniwersytecie Federalnym.